# Василёк Чихачёва
Василёк Чихачёва, или головча́тка Чихачёва (лат. Centaurea tchihatcheffii, тур. Sevgi Çiçeği; Yanardöner) — растение рода Василёк, семейства Астровые, или Сложноцветные. Эндемик, произрастающий на территории Турции и находящийся под угрозой исчезновения.

## Распространение
Произрастает в дикой природе только в иле Анкара, в районе Гёльбаши, преимущественно в окрестностях озера Моган. Согласно критериям Международного союза охраны природы (IUCN), растение находится под угрозой исчезновения вида (CR). Популяция растения сокращается в результате применения химических веществ и гербицидов в сельском хозяйстве, создания рекреационных зон и насаждения лесов.
По некоторым данным, головчатка Чихачёва произрастает в одном из заповедников Армении.

## Описание
Однолетнее растение, произрастает на высоте 900—1000 метров, в степи и на сельскохозяйственных полях.
Стебель прямостоячий, ветвится снизу. Листья рифлёные, опушенные.
Растение имеет яркие цветки, оттенок которых различается от красного и пурпурного до розово-красного и бледно-розового цвета. Цветки переливаются на солнце и ветре, из-за чего среди местных жителей цветок получил название Yanardöner, то есть переливчатый, с отливом.
Цветение начинается в конце весны и продолжается до начала лета (наиболее активный период — май—июнь).
Вызывает таксономический интерес, поскольку имеет необычные и уникальные особенности, которые не встречаются у других представителей рода Centaurea. Например, Centaurea tchihatcheffii имеет воронкообразные цветки с отражающими свет гофрированными лепестками, имеющими ровные резные концы. Примечательно также, что василёк успешно произрастает на засушливой и неплодородной земле, вырастая до 40-50 см.

## Открытие и признание
Впервые цветок был описан в 1848 году русским учёным Петром Александровичем Чихачёвым, в ходе научной экспедиции по Малой Азии. Оригинал работы был сдан в Ботаническое общество Франции (Sociéte botanique de France, SBF). В научном мире как новый вид был признан лишь 6 лет спустя, в 1854 году, российскими ботаниками-систематиками Ф. Б. Фишером и К. А. Мейером и получил название Centaurea tchihtcheffii.
Швейцарский ботаник Буассье в своей работе Flora orientalis подробно описал это растение, однако под названием Melanoloma tchihatcheffii.
Ботаники Герхард Вагениц и Вернер Гройтер описали это растение также под иным названием — Cyanus tchihatcheffii.
Впервые растение было найдено в районе Афьонкарахисара, возле деревни Мехметкёй, однако до настоящего момента более там не встречалось. Лишь в 1995 году в районе Гёльбаши при проведении исследовательских работ одним из университетов Анкары случайно был повторно открыт, после чего взят под охрану.
В настоящее время растение находится под охраной государства, предпринимаются проекты по защите и возрождении популяции, а также искусственно выращивается добровольцами в целях предотвращения вымирания популяции.
В октябре 2002 года монетным двором Турции были выпущены монеты с изображением редких цветов, среди которых был и василёк Чихачёва.